# 熱く胸を焦がして
「熱く胸を焦がして」 (Can't Get You Out of My Head) はオーストラリアのシンガーソングライターのカイリー・ミノーグの楽曲である。

## 概要
この楽曲は、キャシー・デニスとロブ・デイビスによって書き上げられ、カイリーの8枚目のスタジオ・アルバムである『フィーヴァー』に収録された。同アルバムから最初のシングルとして2001年9月8日にリリースされたこの曲はイギリスをはじめとするヨーロッパ各国の週間シングルチャートを総なめし、このシングルだけで全世界で2700万枚を売り上げた。そして、2001年で世界一の売り上げを記録したシングルとなった。さらに2002年に入ってからこの曲は全米Billboard Hot 100で第7位まで上昇、自身としては『ロコモーション』以来14年ぶりとなった。それだけでなく全米クラブチャートでは自身初の1位を獲得しアメリカでも大成功を収めた。

## ミュージック・ビデオ
監督は『スピニング・アラウンド』も監督したドーン・シャドフォース。セクシーなスリット入りの白いコスチュームを着たカイリーとこのミュージック・ビデオはその斬新さとセクシーさが注目を集め、曲のヒットにも多大な影響を与えている。近未来的な街並みはCGで製作されており、カイリーと円柱型の帽子を身に着けたダンサーによるロボット・ダンスが印象的である。

## トラック・リスト
- CD1

1. "Can't Get You Out of My Head" – 3:51
2. "Boy" – 3:47
3. "Rendezvous at Sunset" – 3:23
4. "Can't Get You Out of My Head" [Video]

- CD2

1. "Can't Get You Out of My Head" – 3:51
2. "Can't Get You Out of My Head" [K&M Mindprint Mix] – 6:34
3. "Can't Get You Out of My Head" [Plastika Mix] – 9:26

- CD3

1. "Can't Get You Out of My Head" – 3:51
2. "Boy" – 3:47

- オーストラリア盤

1. "Can't Get You Out of My Head" – 3:51
2. "Can't Get You Out of My Head" [K&M Mindprint Mix] – 6:34
3. "Can't Get You Out of My Head" [Plastika Mix] – 9:26
4. "Can't Get You Out of My Head" [Superchumbo Todo Mamado Mix] – 8:32

- デジタルEP

1. "Can't Get Blue Monday Out of My Head" [Live] – 4:28
2. "Can't Get You Out of My Head" [Extended Instrumental] – 5:57
3. "Can't Get You Out of My Head" [Extended Mix] – 5:57
4. "Can't Get You Out of My Head" [Nick Faber Remix] – 6:00
5. "Can't Get You Out of My Head" [Radio Slave Remix Dub Re-Edit] – 5:00
6. "Can't Get You Out of My Head" [Radio Slave Vocal Re-Edit] – 10:25
7. "Can't Get You Out of My Head" [Superchumbo Leadhead Dub] – 7:00
8. "Can't Get You Out of My Head" [Superchumbo Todo Mamado Mix] – 8:35
9. "Can't Get You Out of My Head" [Superchumbo Voltapella Mix] – 1:54

## シングルチャート順位
| 週間チャート（2001-02）                            | 最高位 |
| -------------------------------------------------- | ------ |
| ARIAチャート（オーストラリア）                     | 1      |
| エードライ・アオストリア・トップ40（オーストリア） | 1      |
| ウルトラトップ50（ベルギー）                       | 1      |
| ウルトラトップ40（ベルギー）                       | 1      |
| Canadian Hot 100（カナダ）                         | 1      |
| トラックリステン（デンマーク）                     | 1      |
| スオメン・ヴィラリネン・リスタ（フィンランド）     | 5      |
| SNEP（フランス）                                   | 1      |
| メーディア・コントロール（ドイツ）                 | 1      |
| IFPIギリシャ（ギリシャ）                           | 1      |
| アイルランドシングルチャート（アイルランド）       | 1      |
| FIMI（イタリア）                                   | 1      |
| シングル・トップ100 (オランダ)                     | 1      |
| RIANZ（ニュージーランド）                          | 1      |
| ヴェーゲー・リスタ（ノルウェー）                   | 1      |
| ポルトガルビルボード（ポルトガル）                 | 1      |
| Romanian Top 100（ルーマニア）                     | 1      |
| PROMUSICAE（スペイン）                             | 1      |
| スヴァリイェトプリストン（スウェーデン）           | 1      |
| シュヴァイツァー・ヒットパラーデ（スイス）         | 1      |
| 全英シングルチャート（イギリス）                   | 1      |
| Billboard European Hot 100 Singles（ヨーロッパ）   | 1      |
| Billboard Hot 100（アメリカ）                      | 7      |
| Billboard Hot Dance Club Songs（アメリカ）         | 1      |